# UNTAET
Il termine UNTAET (acronimo di United Nations Transitional Administration in East Timor, in italiano Amministrazione Transitoria delle Nazioni Unite a Timor Est) identifica una missione delle Nazioni Unite attiva dal 25 ottobre 1999 al 20 maggio 2002 a Timor Est.

## Storia
L'intervento ebbe luogo a seguito della crisi di Timor Est del 1999, che si concretizzò in pesanti violenze ad opera di miliziani filo-indonesiani appoggiate dallo stesso esercito indonesiano occupante Timor Est, allora considerata dall'Indonesia una propria provincia col nome di Timor Timur. L'UNTAET ricevette il 20 febbraio 2000 le consegne dall'INTERFET (International Force for East Timor), un corpo esclusivamente militare delle Nazioni Unite, che era sbarcato a Dili il 20 settembre 1999, con il compito di ripristinare l'ordine nel Paese e preparare il terreno per l'azione di UNTAET.
La missione era incaricata della gestione civile, amministrativa e giudiziaria del paese. Al termine della missione tutte le forze sono confluite nel UNMISET. Oltre all'assunzione dell'Amministrazione del Paese da parte di un'organizzazione facente capo alle Nazioni Unite, venne istituito, con delibera della medesima 2000/11 gli Special panels della corte del distretto di Dili, sessioni di un tribunale speciale istituito per processare i responsabili dei gravi crimini commessi tra il 1º gennaio e il 25 ottobre 1999 a Timor Est.

## Il ruolo e la funzione
Il mandato di UNTAET prevedeva:
- il mantenimento della sicurezza e della legalità
- la creazione di una amministrazione efficiente
- assistenza allo sviluppo di infrastrutture pubbliche e servizi sociali
- il coordinamento della gestione degli aiuti umanitari
- supporto nella creazione di un governo locale autonomo
- sostegno alla crescita economica secondo un piano di sviluppo sostenibile

## Paesi partecipanti
Al vertice della missione erano il brasiliano Sérgio Vieira de Mello e il filippino generale Jaime de los Santos. Il contingente militare era costituito principalmente da militari australiani, mentre ai militari neozelandesi era affidato il compito di sorvegliare la parte meridionale del confine, considerata la più instabile.
Altri paesi coinvolti nella missione erano Argentina, Brasile, Danimarca, Figi, Irlanda, Giappone, Malaysia, Russia, Singapore, Thailandia, Filippine, Portogallo e Svezia. Hanno partecipato anche la Francia con militari delle forze speciali e gli Stati Uniti con un corpo di polizia.